# فولتا كاتالونيا 1945
فولتا كاتالونيا 1945 (بالإسبانية: Volta a Cataluña 1945)‏ هو سباق دراجات هوائية، وهو الموسم رقم 25 من السباق، وأقيم خلال الفترة 2 سبتمبر 1945، وحتى 16 سبتمبر 1945، وهو من نوع  موسم.
فاز فيه بالمركز الأول  بيرناردو رويث، وبالمركز الثاني  Juan Gimeno ‏، وبالمركز الثالث  روبرت زيمرمان.

## الفائزون
| الترتيب | الفائز        |
| ------- | ------------- |
| الفائز  | بيرناردو رويث |
| الثاني  | Juan Gimeno ‏  |
| الثالث  | روبرت زيمرمان |